# Thorella cobourgi
Thorella cobourgi is een garnalensoort uit de familie van de Hippolytidae. De wetenschappelijke naam van de soort is voor het eerst geldig gepubliceerd in 1982 door Bruce.